# Huihe
Die Huie (chinesisch 回纥) waren ein Turkvolk in Asien, das im östlichen China ansässig war.

## Geschichte
Die Huihe waren als Teil der Tiele seit 390 bekannt, damals noch als Yuanhe (袁纥). Sie lebten in der Nähe der Xueyantuo. Unter dem Anführer Pusa (菩萨), Sohn des Tejian (特健), hatten sie sich mit den Xueyantuo gegen das östliche Khaganat der Göktürken verbündet. Nach dessen Tod bildete sein Nachfolger Tumidu (吐迷度) ein Bündnis mit den Chinesen und richtete sich gegen die Xueyantuo. Später führte er einen chinesischen Titel wie auch die anderen Anführer der Tiele und den Titel des Khagans unter den Stämmen, die nun den Chinesen Tribute zahlten. 648 wurde er von seinem Neffen Wuhe (乌纥) und dem Stammesangehörigen Juluobo (俱罗勃) getötet. Beide waren mit dem Chebi-Khagan verbunden, der letzten Herrschaft des östlichen Khaganats mit Zentrum in Altai, die nun die umliegenden Stämme kontrollierten, auch die Karluken.
Nach diesem Zwischenfall wurde Wuhe bald von den Chinesen getötet. Ab dem 17. November trug Porun (婆闰) den Titel seines Vaters. Zu dieser Zeit nahmen die Huihe an mehreren militärischen Operationen der Chinesen teil. Eine solche unter der Führung von Ashina Sheer (阿史那社尔), Yuan Lichen (元礼臣), Gao Kan (高侃), Liang Jianfang (梁建方), Cheng Zhijie (程知节), Su Dingfang und Xiao Siya (萧嗣业) begann am 26. Januar 661. Sie führte zur Eroberung Altais und dem Ende des Westlichen Khaganats 657.